# Hathorhotep
Hathorhotep (Ḥwt-Ḥr(w)-ḥtp, "Hathor està satisfet") va ser una princesa egípcia de la XII DInastia. Era filla probablement del rei Amenemhet III (que va governar aproximadament del 1860 aC fins al 1814 aC).
A Hathorhotep només se la coneix pel fragment d'un vas canopi que es va trobar a la piràmide del rei Amenemhet III a Dashur. Probablement va ser enterrada a la mateixa piràmide. Cal observar que la inscripció del fragment mostra jeroglífics incomplets; això vol dir que els animals de l'escriptira es mostren sense potes per evitar que puguin atacar el difunt. Aquest tipus d’escriptura només es va utilitzar a partir del regnat d’Amenemhet III, de la XII Dinastia fins a la XIII. Això fa possible pensar que Hathorhotep fos filla d’un rei posterior.